# Tautoga
 Tautoga  es un género de peces de la familia de los Labridae y del orden de los Perciformes.

## Especies
- Tautoga onitis (Linnaeus, 1758)[2][3]